# Bank of the West Classic 2011
Il Bank of the West Classic 2011 è stato un torneo di tennis giocato sul cemento. È stata la 41ª edizione del Bank of the West Classic, che fa parte della categoria Premier nell'ambito del WTA Tour 2011. Si è giocato al Taube Tennis Center di Stanford in California dal 25 al 31 luglio 2011. È stato il 1° evento femminile delle US Open Series 2011.

## Partecipanti

### Teste di serie
| Giocatrice          | Nazionalità | Ranking* | Testa di serie |
| ------------------- | ----------- | -------- | -------------- |
| Viktoryja Azaranka  | Bielorussia | 4        | 1              |
| Marija Šarapova     | Russia      | 5        | 2              |
| Marion Bartoli      | Francia     | 9        | 3              |
| Samantha Stosur     | Australia   | 10       | 4              |
| Agnieszka Radwańska | Polonia     | 14       | 5              |
| Julia Görges        | Germania    | 16       | 6              |
| Ana Ivanović        | Serbia      | 18       | 7              |
| Dominika Cibulková  | Slovacchia  | 20       | 8              |

- Ranking al 18 luglio 2011.

### Altre partecipanti
Giocatrici che hanno ricevuto una Wild card:
- Hilary Barte
- Dominika Cibulková

Giocatrici passate dalle qualificazioni:

- Marina Eraković
- Rika Fujiwara
- Urszula Radwańska
- Ol'ga Savčuk

## Campionesse

### Singolare
Serena Williams ha battuto in finale  Marion Bartoli, 7–5, 6–1.
- È stato il 1º titolo dell'anno per Serena Williams, il 38° della sua carriera.

### Doppio
Viktoryja Azaranka /  Marija Kirilenko hanno battuto in finale   Liezel Huber /  Lisa Raymond, 6–1, 6–3.